# Berlin und seine Bauten
Berlin und seine Bauten, généralement abrégé en BusB, est une série de livres sur l'histoire architecturale de Berlin publiée par l'Association des architectes et ingénieurs de Berlin (AIV) depuis 1877.

## Historique des éditions
Au XIXe siècle, deux séries de deux et trois volumes paraissent, qui sont rééditées en fac- similés dans les années 1980. Le premier volume de la troisième série actuelle est paru en 1964; Avec 24 volumes à ce jour, il est considéré comme la documentation la plus complète sur les bâtiments de Berlin aux côtés de la Denkmaltopographie Bundesrepublik Deutschland.
La série actuelle couvre le développement structurel de Berlin au XXe siècle et sert ici d'inventaire des bâtiments. Elle est publiée par Ernst & Sohn à Berlin jusqu'en 1998, par Imhof-Verlag à Petersberg à partir de 2002 et par DOM-Verlag à Berlin depuis 2009. Chez Verlag Ernst, les volumes ont un format portrait de 23 × 30 cm, chez Imhof le format portrait légèrement plus large 24 × 31 cm. DOM est passé au format paysage de 30 × 34 cm. Tous les volumes ont une partie descriptive dans laquelle le développement de la zone respective est présenté en plus de la description du bâtiment. Vient ensuite un aperçu sous forme de tableau montrant l'emplacement, les années de construction, d'extension et, si nécessaire, de démolition ainsi que les données techniques de base et les références bibliographiques pour chaque bâtiment enregistré.
Le volume 1, publié en 2009, est destiné à conclure la troisième série. L'historien de l'architecture Christoph Bernhardt critique la présentation de la période de 1975 à nos jours par Hans Stimmann (de) dans ce volume, puisque Stimmann lui-même a façonné cette période en tant que directeur du bâtiment du Sénat de Berlin. De plus, l'histoire de l'architecture de Berlin-Est est traitée trop brièvement. Le critique de la Neue Zürcher Zeitung, en revanche, trouve séduisant le double rôle de stimmann en tant qu'auteur politiquement responsable et descriptif, mais regrette d'avoir quitté le "format scientifique" d'un traité d'histoire.

## Volumes individuels
Première série, deux volumes (1877) :
- Berlin und seine Bauten. Deux volumes. Ernst et Korn, Berlin 1877; en fac-similé éd. par l'Association des architectes et ingénieurs de Berlin-Brandebourg, avec une préface de Peter Güttler, publié par Ernst, Berlin 1984  (ISBN 3-433-00995-3)

Deuxième série, trois volumes (1896) :
- Berlin und seine Bauten. Berlin 1896. Trois tomes : 1. Introduction - Génie, 2e Construction de bâtiments / partie 1, 3. génie des structures / partie 2 ; modifier en fac-similé et éd. par l'Association des architectes et ingénieurs de Berlin et l'Union des architectes de Berlin, publié par Ernst, Berlin 1988  (ISBN 3-433-02279-8)

Troisième et actuelle série, 24 tomes à ce jour (depuis 1964, DNB 550792856) :
| Partie | Volume | Titre                                                                 | Éditeur | Année | ISBN                             | Auteurs                                                    | Nombre de pages                  |
| ------ | ------ | --------------------------------------------------------------------- | ------- | ----- | -------------------------------- | ---------------------------------------------------------- | -------------------------------- |
| I      |        | Städtebau                                                             | DOM     | 2009  | (ISBN 978-3-938666-42-5)         | Bodenschatz (de), Düwel (de), Gutschow (de), Stimmann (de) | 472 pages                        |
| II     |        | Rechtsgrundlagen und Stadtentwicklung                                 | Ernst   | 1964  | (ISBN 3-433-00300-9)             | Heinrich, Mielke                                           | 88 pages avec 53 pages annexes   |
| III    |        | Bauwerke für Regierung und Verwaltung                                 | Ernst   | 1966  | (ISBN 3-433-00301-7)             | E. Heinrich, K. K. Weber; betreut von Riedel               | 123 pages                        |
| IV     | A      | Wohnungsbau – Voraussetzungen – Entwicklungen der Wohngebiete         | Ernst   | 1970  | (ISBN 3-433-00302-5)             | Frank, Rentschler                                          | 479 pages avec 317 pages annexes |
| IV     | B      | Wohnungsbau – Wohngebäude – Mehrfamilienhäuser                        | Ernst   | 1974  | (ISBN 3-433-0066-4) édité erroné | Rentschler, Schirmer (de)                                  | 879 pages                        |
| IV     | C      | Wohnungsbau – Wohngebäude – Einfamilienhäuser                         | Ernst   | 1975  | (ISBN 3-433-00665-2)             | Rentschler, Schirmer                                       | 431 pages                        |
| IV     | D      | Wohnungsbau – Reihenhäuser                                            | Imhof   | 2002  | (ISBN 3-433-01017-X)             | Güttler                                                    | 283 pages avec 591 pages annexes |
| V      | A      | Bauwerke für Kunst, Erziehung und Wissenschaft – Bauten für die Kunst | Ernst   | 1983  | (ISBN 3-433-00944-9)             | Weber, Güttler, Ahmadi                                     | 220 pages avec 273 pages annexes |
| V      | B      | Bauwerke für Kunst, Erziehung und Wissenschaft – Hochschulbauten      | Imhof   | 2004  | (ISBN 3-937251-48-0)             | Güttler                                                    | 352 pages avec 562 pages annexes |
| V      | C      | Bauwerke für Kunst, Erziehung und Wissenschaft – Schulen              | Ernst   | 1991  | (ISBN 3-433-02205-4)             | Güttler                                                    | 479 pages avec 644 pages annexes |
| VI     |        | Sakralbauten                                                          | Ernst   | 1997  | (ISBN 3-433-01016-1)             | Cante                                                      | 466 pages avec 720 pages annexes |
| VII    | A      | Krankenhäuser                                                         | Imhof   | 1998  | (ISBN 3-433-01018-8)             | Güttler, Schulte (de)                                      | 230 pages avec 372 pages annexes |
| VII    | B      | Sozialbauten                                                          | Imhof   | 2004  | (ISBN 3-433-02203-8)             | Güttler                                                    | 362 pages avec 608 pages annexes |
| VII    | C      | Sportbauten                                                           | Ernst   | 1998  | (ISBN 3-433-02204-6)             |                                                            | 216 pages avec 413 pages annexes |
| VIII   | A      | Bauten für Handel und Gewerbe – Handel                                | Ernst   | 1978  | (ISBN 3-433-00824-8)             | Güttler, Ahmadi                                            | 327 pages avec 366 pages annexes |
| VIII   | B      | Bauten für Handel und Gewerbe – Gastgewerbe                           | Ernst   | 1980  | (ISBN 3-433-00825-6)             | Weber, Güttler, Ahmadi                                     | 165 pages avec 219 pages annexes |
| IX     |        | Industriebauten – Bürohäuser                                          | Ernst   | 1971  | (ISBN 3-433-00553-2)             | Weber                                                      | 261 pages avec 319 pages annexes |
| X      | A (1)  | Anlagen und Bauten für Versorgung – Feuerwachen                       | Ernst   | 1976  | (ISBN 3-433-00745-4)             | Weber                                                      | 63 pages avec 80 pages annexes   |
| X      | A (2)  | Anlagen und Bauten für Versorgung – Stadttechnik                      | DOM     | 2006  | (ISBN 3-86568-012-7)             | Güttler                                                    | 408 pages avec 606 pages annexes |
| X      | A (3)  | Anlagen und Bauten für Versorgung – Bestattungswesen                  | Ernst   | 1981  | (ISBN 3-433-00890-6)             | Weber, Güttler, Ahmadi                                     | 132 pages avec 165 pages annexes |
| X      | B (1)  | Anlagen und Bauten für den Verkehr – Städtischer Nahverkehr           | Ernst   | 1979  | (ISBN 3-433-00842-6)             | Weber, Güttler, Ahmadi                                     | 341 pages avec 482 pages annexes |
| X      | B (2)  | Anlagen und Bauten für den Verkehr – Fernverkehr                      | Ernst   | 1984  | (ISBN 3-433-00945-7)             | Güttler, Ahmadi                                            | 311 pages avec 382 pages annexes |
| X      | B (4)  | Anlagen und Bauten für den Verkehr – Post- und Fernmeldewesen         | Ernst   | 1987  | (ISBN 3-433-02200-3)             | Güttler, Ahmadi                                            | 247 pages avec 315 pages annexes |
| XI     |        | Gartenwesen                                                           | Ernst   | 1972  | (ISBN 3-433-00587-7)             | Weber                                                      | 300 pages avec 389 pages annexes |

- Ernst: Ernst & Sohn, Berlin
- Imhof: Michael Imhof Verlag, Petersberg
- DOM: DOM Publishers, Berlin

## Éditions en ligne
- Berlin und seine Bauten. Zwei Theile mit 609 Holzschnitten nebst 8 Kupfer- und Karten-Beilagen. Hrsg. vom Architekten-Verein zu Berlin. Ernst & Korn, Berlin 1877, Teil 1 (books.google.gl, books.google.de)
- Berlin und seine Bauten. Mit 2150 Abbildungen im Text, 18 Lichtdrucktafeln, 1 Stichtafel und 4 Anlagen. Bearb. und hrsg. vom Architekten-Verein zu Berlin und der Vereinigung Berliner Architekten. Wilhelm Ernst & Sohn, Berlin 1896 (Digitalisat)
- Berlin und seine Bauten. Zweite Reihe, Band 1: Einleitendes – Ingenieurwesen. Wilhelm Ernst & Sohn, Berlin 1896 (dbc.wroc.pl Bibliothèque silésienne (de)).